# 津津木藏人
津津木藏人（？—？）是日本戰國時代的武將。末森城城主織田信行的近臣。

## 生平
天文24年（1555年）6月，守山城城主織田信次的家臣洲賀才藏以弓箭射殺織田信長、信行的弟弟秀孝，信次迅速逃亡。信行在守山城下放火，此時，與柴田勝家一同被派遣為包圍守山城的大將。（『信長公記』）
弘治2年8月24日（1556年9月27日），在稻生之戰中，信行敗於信長，不過得到信長赦免。與勝家一同跟隨信行，穿著墨衣，並帶同土田御前向信長道謝。（『信長公記』）
作為信行的若眾，與勝家同等地位，不過被配以家中的主要武士，對勝家而言是侮辱。勝家雖然感到無奈，不過仍然再次計畫信行背叛信長，此時，向信長密告。結果，信長裝病並令信行前往清洲城探病，並謀殺信行（『信長公記』）。此後消息不明，被推測應是被殺或出奔。